# Czas całkowania
Czas całkowania, czas zdwojenia {\displaystyle T_{i}} – czas potrzebny na osiągnięcie przez sygnał wyjściowy regulatora PI (sygnał sterujący) wartości równej podwojonej wartości sygnału wejściowego, wynikającej z działania proporcjonalnego, przy założeniu skokowego sygnału wejściowego.
Działanie całkujące zapewnia likwidację uchybu w stanie ustalonym oraz wprowadza przesunięcie fazowe –90°.